# 케이프호저
케이프호저 또는 남아프리카호저(Hystrix africaeaustralis)는 아프리카 중부와 남부에서 발견되는 구대륙호저의 일종이다.

## 특징
케이프호저는 아프리카 남부에서 발견되는 가장 큰 설치류이고, 세계에서 가장 큰 호저이다. 겉모습은 모두 유사하고, 다만 근연종 호저에 비해 크기만 약간 클 뿐으로, 궁둥이 중앙선을 따라 나 있는 짧고 흰 가시로 된 한 줄의 줄무늬로 가장 쉽게 구분할 수 있다. 케이프호저의 몸길이는 머리부터 궁둥의 꼬리부분까지 63~81cm이고, 꼬리는 여기에서 11~20cm가 더 이어진다. 몸무게는 10~24kg이며, 예외적으로 큰 표본은 최대 30kg이다. 수컷과 암컷은 크기가 특별히 다르지 않다. 케이프호저는 무거운 체중의 동물로 땅딸막한 몸과 짧은 팔다리 그리고 잘 보이지 않는 꼬리를 가지고 있다. 몸은 최대 5mm 길이의 가시로 덮여 있으며, 더 두껍고 날카롭우며 뾰족하고 뻣뻣한 최대 3cm의 방어용 깃이 군데군데 나 있으며 검은색 또는 갈색을 띤다.